# Ongoni
Ongoni är en ort i Komorerna.   Den ligger i distriktet Anjouan, i den centrala delen av landet, 150 km öster om huvudstaden Moroni. Ongoni ligger 19 meter över havet och antalet invånare är 2 058.
Terrängen runt Ongoni är kuperad åt nordväst, men åt sydväst är den bergig. Havet är nära Ongoni åt nordost.  Närmaste större samhälle är Tsimbeo, 6,0 km sydväst om Ongoni. 